# 61. Müncheni Biztonsági Konferencia
A 61. Müncheni Biztonsági Konferencia (angolul: Munich Security Conference, rövidítve: MSC 2025) megtartására 2025. február 14. és február 16. között került sor, helyszíne a Hotel Bayerischer Hof volt, Münchenben. A konferencia az egyik legfontosabb évente megrendezésre kerülő találkozó, amelyen a világ vezetői, politikusok megvitatják a globális biztonsági helyzetet és tárgyalnak az akut válságokról, konfliktusokról is.
A konferencia fő témája az orosz–ukrán háború volt. A konferencia elnöke Christoph Heusgen, de 2025-től Jens Stoltenberg váltotta fel.

## A konferencia résztvevői
A konferencián politikai vezetők, elemzők és biztonsági szakértők gyűltek össze. A találkozó több mint 700 résztvevője között hozzávetőleg 50 állam-, és kormányfő, 150 miniszter, szakértők és számtalan NGO képviselője szerepelt.
Jelentősebb államok és szervezetek képviseltében kiemelt résztvevők:
- Az Európai Unió részéről: Ursula von der Leyen (az Európai Bizottság elnöke), Roberta Metsola (az Európai Parlament elnöke), Kaja Kallas (az EU kül- és biztonságpolitikai főképviselője)
- A NATO részéről: Mark Rutte főtitkár
- Az Egyesült Államok részéről: J. D. Vance alelnök, Marco Rubio külügyminiszter, illetve Lindsey Graham, Jeanne Shaheen, Sheldon Whitehouse és John Cornyn szenátorok, valamint Keith Kellogg (Trump Ukrajnáért és Oroszországért felelős különleges elnöki megbízottja)[2]
- Németország részéről: Olaf Scholz kancellár, Frank-Walter Steinmeier elnök, Annalena Baerbock külügyminiszter, Jörg Kukies pénzügyminiszter
- Az Egyesült Királyság részéről: John Healey védelmi miniszter, David Lammy külügyminiszter
- illetve többek között Volodimir Zelenszkij ukrán elnök, Jean-Noel Barrot francia külügyminiszter, Gideon Szaár izraeli külügyminiszer, Vang Ji (王毅, Wang Yi) kínai külügyminiszter, Cso Thejol (조태열, Cho Tae-yul) dél-koreai, külügyminiszter, Ivaja Takesi, japán külügyminiszter, Mélanie Joly kanadai külügyminiszter, Jens Stoltenberg norvég külügyminiszter

A konferenciára nem került meghívásra az orosz és az iráni kormány, továbbá például a szélsőjobboldali Alternatíva Németországért (AfD) párt sem. A konferencia elnökének nyilatkozata szerint a szervezők Vlagyimir Putyin legutóbbi nyilatkozatát – miszerint ezzel az ukrán kormánnyal nem kíván tárgyalni –, úgy értékelték, hogy az orosz vezetésben nincs meg a komoly szándék a tárgyalásokra.

## A konferencia főbb pontjai és az ahhoz kapcsolódó események
A konferenciát 2025. február 14-én Frank-Walter Steinmeier, Németország szövetségi elnöke nyitotta meg. A beszédét azzal kezdte, hogy részvétét fejezte ki a sebesültek részére, akik a február 13-én történt müncheni gázolásos támadás áldozatai voltak.  A következő napon, február 15-én azonban már halálos áldozatokról is beszámoltak a hírek. Az elkövető, a 24 éves Farhád Núri afgán állampolgár volt, akinek évekkel korábban visszautasították a menedékkérelmét.

### Az ukrajnai háború befejezésének iránya, a NATO szerepe, védelmi kiadások növelése, európai migrációs kérdések
A konferencia Ursula von der Leyen beszédével indult, aki az Európai Uniót érő katonai és gazdasági kihívásokról és az Ukrajnát érintő tervekről szólt. Kihangsúlyozta, hogy „csak tovább súlyosbítaná a helyzetet, ha Vlagyimir Putyin követeléseit teljesítenék és ez veszélyeztetné a nyugati érdekeket. A világ autoriter vezetői azt figyelik, vajon következmények nélkül lehet-e megtámadni egy szomszédos országot, megsérteni a nemzetközi határokat, vagy léteznek-e valódi elrettentő erők,” mondta von der Leyen. A beszédében kritizálta a Donald Trump által tervezett vámokat, amelyek szerinte nemcsak az Európai Uniót, hanem az Egyesült Államokat is gyengítenék. „Az Egyesült Államok Európai Unióra mért igazságtalan vámjai nem maradnak válaszok nélkül,” fogalmazta meg. Az ukrán háborúval kapcsolatban kifejtette, hogy növelni kellene a katonai kiadásokat, ennek érdekében az Európai Unió reformokat tervez a közös védelmi beruházások terén. Ukrajna EU-csatlakozása mellett továbbra is kiállt. Ursula von der Leyen Oroszországgal kapcsolatban a továbbiakban elmondta, hogy „Kemény szankciókat léptettünk életbe, amelyek jelentősen gyengítik Oroszország gazdaságát.” „Egyik tabut törtük meg a másik után, és szétzúztuk az orosz gáztól való függőségünket, tartósan ellenállóbbá téve minket. És most még többet fogunk tenni”.
J. D. Vance amerikai alelnök felszólította Európát, hogy tegyen többet az illegális migráció megfékezése érdekében, a kontinens „legsürgetőbb” kihívásának nevezte. Illetve azt a kérdést is feltette, hogy „Hányszor kell még elszenvednünk ezeket a megdöbbentő kudarcokat, mielőtt irányt változtatunk és új irányba visszük közös civilizációnkat?” Arra is sürgette az európai országokat, hogy vállaljanak felelősséget saját védelmükért, hogy Washington a máshol jelentkező fenyegetésekre összpontosíthasson.
Vance kioktatta az európai tisztviselőket a szólásszabadságról és az illegális migrációról a kontinensen, és arra figyelmeztetett, hogy a közvélemény támogatásának elvesztését kockáztatják, ha nem változtatnak gyorsan irányt. „A fenyegetés, ami miatt a leginkább aggódom Európával szemben, nem Oroszország. Nem Kína. Nem más külső szereplő” mondta Vance. „Ami miatt aggódom, az a belülről jövő fenyegetés – Európa visszahúzódása néhány alapvető értékétől, az Amerikai Egyesült Államokkal közös értékektől.” Figyelmeztette az európai tisztviselőket: „Ha a saját szavazóitól való félelemben futnak, Amerika semmit sem tehet önökért.” Egyúttal felhozta a konferencia előtti napon történt müncheni merényletet is. 
Boris Pistorius német védelmi miniszter bírálta Vance-t, miután az amerikai alelnök azzal vádolta az európai kormányokat, hogy figyelmen kívül hagyják a bevándorlással kapcsolatos választói aggodalmakat és eltiporják a szólásszabadságot. Pistorius azzal vádolta Vance-t, hogy torz képet fest a demokráciáról, egyúttal az alig több mint egy héttel a németországi választások előtt utalt arra, hogy a szélsőjobboldali AfD a második helyen áll a közvélemény-kutatásokban. Pistorius gúnyolódott azon, hogy a szólásszabadságot akadályozzák, szerinte a demokrácia azt jelenti, hogy „az olyan szélsőséges pártok, mint az AfD, teljesen normálisan kampányolhatnak, mint bármely más párt”.
JD Vance alelnök felhívta a figyelmet ara, hogy az EU-tagállamoknak „sokkal nagyobb mértékben” kell hozzájárulnia saját védelmükhöz. David Lammy brit külügyminiszter szintén azt mondta, hogy a kontinensnek növelnie kell védelmi kiadásait, mert „Putyin nem fog eltűnni”, és a jelenlegi 2%-os GDP-arányos NATO-kötelezettségnél is magasabb védelmi költésre lesz szükség a jövőben.
A konferencia alkalmával Zelenszkij találkozott Vance alelnökkel. Az ukrán politikus korábban leszögezte, hogy csak azután hajlandó személyesen találkozni Vlagyimir Putyin orosz elnökkel, miután Donald Trump amerikai elnökkel tárgyaltak egy közös tervről. Zelenszkij pénteken azt is kijelentette, hogy országa „biztonsági garanciákat” akar az Oroszországgal folytatott tárgyalások előtt. A Vance és Zelenszkij közötti nagyjából 40 perces találkozó nem hozott jelentős bejelentéseket a háborúból kivezető útról. Zelenszkij egy panaszos nyilatkozatot tett a jelenlegi helyzetről. „Nagyon szeretnénk békét, de valódi biztonsági garanciákra van szükségünk”. Vance a maga részéről azt mondta, hogy a Trump-kormány elkötelezett a tartós béke megtalálása mellett Ukrajna és Oroszország között: „Alapvetően a cél az, ahogy Trump elnök úr felvázolta, hogy a háborút le akarjuk zárni. [...] Azt akarjuk, hogy a gyilkosságok véget érjenek. Nem olyan békét, amely néhány év múlva Kelet-Európát konfliktusba sodorja”.
Vance és Zelenszkij találkozója előtt nem sokkal egy robbanófejjel felszerelt drón csapódott be a Csernobili atomerőmű védőburkolatába, amely miatt tűz ütött ki és az megrongálódott. Zelenszkij azt mondta, hogy szerinte a csernobili dróncsapás „nagyon világos üdvözlet Putyin és az Orosz Föderáció részéről a biztonsági konferenciának”. Zelenszkij arra emlékeztetett, hogy Ukrajna a reaktort védő objektumot Európa és a világ más országaival közösen építette, mindazokkal együtt, akik valódi biztonságot akarnak az emberek számára. Az ukrán elnök szerint az egyetlen állam a világon, amely képes megtámadni ilyen létesítményeket, elfoglalni az atomerőművek területét és a következményekre való tekintet nélkül harci cselekményeket folytatni, az a mai Oroszország. Szavai szerint ez terrorfenyegetést jelent az egész világra nézve.
Zelenszkij ismételten hangot adott annak, hogy Ukrajna nem tartja elfogadhatónak, hogy olyan békemegállapodásokat kössenek, amelyekben nem vesznek részt, vagy amelyeket a háta mögött alakítanak. „Nem dönthetnek Ukrajna jövőjéről Ukrajna nélkül. Nem dönthetnek Európa sorsáról Európa nélkül” – hangsúlyozta. Kiemelte továbbá, hogy az európai országoknak összehangolt és egységes külpolitikát kell képviselniük, hogy „a háború befejezése legyen az első közös sikerünk”. Hozzátette, hogy „veszélyes lenne”, ha Donald Trump amerikai elnök előbb találkozna Vlagyimir Putyin orosz elnökkel, mint vele. Ukrajna valamikori NATO-hoz történő csatlakozását továbbra sem zárta ki. Egy „európai fegyveres erők” felállításának szükségességét is hangsúlyozta, figyelemmel arra, hogy szerinte „Elmúltak azok az idők, amikor Amerika pusztán azért támogatta Európát, mert így volt szokás”. Zelenszkij szerint Vlagyimir Putyin nem tud valós biztonsági garanciákat adni, „nemcsak azért, mert hazudik, hanem azért is, mert Oroszországnak szüksége van a háborúra ahhoz, hogy megőrizze a hatalmát”. Zelenszkij kifejtette, hogy Európában részt kell vennie az ukrajnai béketárgyalásokban, továbbá, Putyin célja az, hogy a kontinenst kizárják a háború lezárásából. Moszkva célja, hogy szétzilálja az Európai Uniót, és a közösségnek ne legyen egy közös hangja., az ukrán elnök szerint ezt meg kell akadályozni. Felhívta a figyelmet az egységre, Európának egy közös hangra van szüksége. A Christiana Amanpournak adott interjúban utalt a magyar miniszterelnökre azzal, hogy „Ha nem Brüsszel, akkor Moszkva. Az önök döntése.”
Trump a konferencia hetén a Putyinnal folytatott telefonbeszélgetése után felborította az Ukrajna évek óta tartó szilárd amerikai támogatást, amikor azt mondta, hogy a két vezető valószínűleg hamarosan találkozik, hogy tárgyaljanak egy békemegállapodásról. Trump később biztosította Zelenszkijt, hogy neki is lesz helye az asztalnál. Mind Trump, mind Pete Hegseth amerikai védelmi miniszter a konferencia előtti napokban hangsúlyozta, hogy nem lát esélyt arra, hogy Ukrajna a NATO tagja legyen, illetve nem fogja visszaszerezni az Oroszország által elfoglalt területeket, amelyeknek jelenleg közel 20%-át, köztük a Krímet is megszállva tartja.  Pete Hegseth kijelentette, hogy a háború lezárásának egyetlen módja az, ha Kijev feladja a visszatérés lehetőségét a 2014 előtti határokhoz.
Vance ezzel kapcsolatban azt mondta, hogy az Egyesült Államok szankciókkal és esetleg katonai akcióval sújtaná Moszkvát, ha Putyin nem egyezik bele egy olyan békeszerződésbe Ukrajnával, amely hosszú távon garantálja Ukrajna függetlenségét. Vance közölte, hogy a katonai lehetőségek „továbbra is az asztalon maradnak.”
Szergej Lavrov orosz és Marco Rubio amerikai külügyminiszterek február 15-én telefonbeszélgetést folytattak, melyen megegyeztek, hogy rendszeresen tartják egymással a kapcsolatot, többek között a Putyin–Trump csúcstalálkozó előkészületei miatt is. Megállapodtak abban, hogy a közeljövőben szakértői találkozót szerveznek.  A beszélgetés a február 12-i Trump-Putyin telefonbeszélgetés folytatásaként zajlott.
Radoslaw Sikorski lengyel külügyminisztertől származó információ szerint Emmanuel Macron francia elnök sürgősen Párizsba rendelte egy csúcstalálkozóra az európai vezetőket, annak hatására, hogy az amerikai vezetés Európa részvétele nélkül kívánja megtartani az Ukrajnát érintő béketárgyalásokat. A francia külügyminiszter a híreket nem cáfolta, és nem is erősítette meg.
Keith Kellogg, amerikai különmegbízottja megerősítette azokat a korábbi híreket, hogy az európai országokat teljesen kizárhatják az ukrajnai háború lezárásáról szóló amerikai–orosz tárgyalásokról. Ennek hatására az Európai Unió Münchenben tartózkodó külügyminiszterei a konferencia zárónapjának megkezdése előtt rendkívüli ülést tartottak. Továbbá megerősítést nyert, hogy az ügyben a következő hétre Páriszban rendkívüli uniós csúcsot szerveztek. Kellogg bejelentette, hogy az Egyesült Államok két külön csatornán folytat tárgyalásokat a béke érdekében. Steve Witkoff az orosz ügyekért felel, míg ő maga Ukrajna és Európa képviseletét látja el. Keith Kellogg 180 napot kapott Trumptól a tárgyalások megkezdésére.Kellogg elmondta, hogy bár Európa fizikailag nem biztos, hogy jelen lesz a béketárgyalásokon, érdekeit figyelembe veszik. „Ami biztos, hogy az európai szövetségeseinket magunkkal kell hoznunk. Részt fognak venni a folyamatban? Természetesen. Nem hagyhatunk ki senkit” – fogalmazott. Kellogg kijelentései megerősítették azokat a félelmeket, hogy az Egyesült Államok elsősorban saját stratégiáját követi, és Európa részvétele a folyamatban nem garantált.
Mark Rutte, a NATO főtitkára arra figyelmeztetett, hogy Európának továbbra is együtt kell működnie az Egyesült Államokkal, és nem szabad elhinnie, hogy Trump teljesen el fogja hagyni Európát vagy Ukrajnát. Az ukrán NATO tagsággal kapcsolatban úgy fogalmazott, hogy "Ez nem a békeszerződésről szól. Egyesek úgy gondolják, hogy ennek a békeegyezmény részének kell lennie, de ez nem része annak. Lépésről lépésre kell haladnunk, meg kell győződnünk arról, hogy a megállapodás biztosítja, hogy Putyin nem próbálkozik újra" Friedrich Merz, a német Kereszténydemokrata Unió (CDU) kancellárjelöltje is felszólalt a konferencián, aki egyértelművé tette, hogy Ukrajna esetleges tagságáról a NATO-szövetségeseknek közösen kell határozniuk.
2025. február 16-án, a konferencia utolsó napjának estéjén került a híradásba, hogy Steve Witkoff, a Fehér Ház közel-keleti megbízottja, illetve Mike Waltz nemzetbiztonsági tanácsadó egy delegáció részeként Szaúd-Arábiába tartanak. Marco Rubio amerikai külügyminiszter kevés részletet árult el arról, hogy mit szándékozik mondani a szaúd-arábiai találkozón Szergej Lavrovnak, ugyanakkor közölte, hogy „a következő néhány nap” fogja eldönteni, hogy Vlagyimir Putyin komolyan gondolja-e a békét. Az amerikai kormány szerint Ukrajna is kapott meghívást, azonban Volodimir Zelenszkij ukrán elnök ezt cáfolta, mondván, hogy semmilyen hivatalos meghívást nem kaptak.
A konferencia alatt Zelenszkij és Scholz megállapodtak arról, hogy az ukrán menekültek támogatására új központokat nyitnak Németországban. Az aláírt egyezmény értelmében létrejövő "egységközpontok" célja, hogy segítsék az ukránon menekülteket a munkakeresésben és a hazatérésben.
Christoph Heusgen, aki utoljára volt a konferencia elnöke, aggodalmát fejezte ki az amerikai–európai kapcsolatok meggyengülése miatt, amely geopolitikai félelmeket is előrevetít.

### A közel-keleti helyzet, a Gázai-övezet jövője, globális kereskedelmi kérdések
Hakan Fidan török külügyminiszter és Marco Rubio amerikai külügyminiszter többek között a szíriai és a gázai helyzetről tárgyaltak, mivel a közel-keleti helyzet is a megbeszélések napirendi pontjai között szerepelt. Jose Manuel Albares spanyol külügyminiszter véleménye szerint „a gázaiaknak vissza kell menniük és élniük kell a Gázai övezetben”, és ígéretet tett arra, hogy országa mindent megtesz a tengerparti enklávé újjáépítésében való segítségnyújtás érdekében. Kaja Kallas, az EU külügyi vezetője szintén az izraeli-palesztin konfliktus kétállami megoldása mellett foglalt állást, hangsúlyozva, hogy a palesztinoknak joguk van a Gázai övezetben maradni.
Fidan találkozott Asaad Haszan al-Shaibani szíriai külügyminiszterrel is, és megvitatta a szíriai újjáépítéssel kapcsolatos kérdéseket, az országban folyamatban lévő kormányalakítási folyamatot, valamint a Daesh (ISIS) és a PKK/YPG terrorszervezetek elleni küzdelmet. A G7-ek külügyminiszterei, akik Kanadát, Franciaországot, Németországot, Olaszországot, Japánt, az Egyesült Királyságot és az Egyesült Államokat képviselik, megerősítették elkötelezettségüket Szíria és Libanon területi integritása mellett. Egy panelbeszélgetésen, amelyen Asaad al-Shaibani szíriai külügyminiszter is felszólalt, a török külügyminiszter elmondta, hogy a regionális országok konszenzusra jutottak Szíria jövőjét illetően. Al-Shaibani megismételte a szankciók feloldásának fontosságát, hogy az ország stabilitása biztosítva legyen. 
Kanada elutasította Trump azon néhány nappal korábbi javaslatát, hogy Oroszországot vegyék vissza a G7-ek közé. Melanie Joly kanadai külügyminiszter kijelentette, hogy erre nem kerül sor.
Az Egyesült Államok, Japán és Dél-Korea a müncheni tárgyalások során szintén megerősítette háromoldalú partnerségét és a regionális biztonság iránti elkötelezettségét.
Zelenszkij nyilatkozata szerint utasította minisztereit, hogy ne írják alá azt a javasolt megállapodást, amely az Egyesült Államoknak hozzáférést biztosítana Ukrajna ritkaföldfém ásványkincseihez, mert a dokumentum túlságosan az amerikai érdekekre összpontosít.
Trump a megválasztását követően sorozatosan hangsúlyozta az újabb vámok kivetésének tervezetét. A müncheni konferencián Takeshi Iwaya japán külügyminiszter arra kérte Marco Rubio amerikai külügyminisztert, hogy zárja ki Japánt az acél- és alumíniumvámok, valamint a tarifákra vonatkozó intézkedések alól. Az autóipari vámok kivetésének hatása a japán autóiparra óriási lenne, mondták a szakértők.

## A müncheni biztonsági jelentés
A 2025-ös jelentés leginkább azt emelte ki, hogy világunk egyre inkább multipolárissá válik. A dokumentum kimondta, hogy a hidegháborút követő időszakot meghatározó politikai és gazdasági liberalizmus már nem meghatározó. A jelentés kitért arra, hogy Donald Trump második elnökségével az USA akár le is mond arról a történelmi szerepéről, hogy neki kell garantálnia Európa biztonságát. Ebből az eredhet, hogy az elkövetkezendő éveket az Egyesült Államok bipoláris versengése határozza majd meg Kínával. Ez gyorsítja a multipoláris nemzetközi rendszer kialakulását, amely az Európai Uniót kihívások elé állíthatja.

## Tüntetések a konferencia ideje alatt
A hírforrások szerint két demonstrációra is sor került. Tüntettek egyrészt a fegyveripar és az Ukrajnának szánt fegyverszállítások ellen, illetve a másik Kijev további támogatását követelte. A müncheni biztonsági konferencia helyszíne mellett több ezren vonultak fel, akik a béke mellett demonstráltak. Tüntettek a NATO, a fegyveripar és az orosz agresszió ellen, továbbá az Ukrajnának szánt további fegyverszállítások ellen is. A tervek szerint 2026-tól tervezett Németországba telepítenének amerikai közepes hatótávolságú rakétákat, ezen ellen is demonstráltak. A környék biztosítására mintegy 5000 rendőrt vezényeltek ki.